# 藝伎回憶錄
《藝伎回憶錄》（英語：Memoirs of a Geisha）是一部2005年上映的電影，由中國女演員章子怡主演，改編自美國作家亞瑟·高登（Arthur Golden）於1997年出版的英文小說《一個藝妓的回憶》。该片在日本以《SAYURI》之名上映，即主人翁之藝名「小百合」。

## 簡介
背景設在二戰期間的日本京都，講述藝伎小百合的成長和生活。
2004年由原著開始改編成電影。製片人是史蒂芬·史匹柏，導演是羅伯·馬歇爾。2005年中後期製作，於2005年12月25日在美國上映；日本版的電影題目和小說名一樣，都是《小百合》，主人公的名字，電影版提前於美國上映。

## 演員
| 演員       | 角色    | 粵語配音 |
| ---------- | ------- | -------- |
| 章子怡     | 小百合  | 何璐怡   |
| 渡邊謙     | 會長    | 潘文柏   |
| 巩俐       | 初桃    | 陸惠玲   |
| 楊紫瓊     | 豆葉    | 許盈     |
| 桃井薰     | 媽媽桑  | 蔡惠萍   |
| 工藤夕貴   | 南瓜    | 楊善諭   |
| 大後壽壽花 | 小千代  | 何璐怡   |
| 曾江       | General |          |

## 選角爭議
當初傳出將有三位華人女星出演日本主題電影的消息時，剛好處於中日關係急遽惡化的時間。在日本國內，有少部份日本人對於由外國人飾演藝伎的做法，感到非常不滿，認為這將會歪曲日本文化，不過大多數人在此時並沒有特意關心此事。但是，當預告片於8月26日發表以後，許多日本人大加抨擊電影中對日本藝伎文化的刻劃，認為內容並不符合事實，例如電影中的藝伎化妝、舉止設計等等，都非常低俗。
不過在中國方面，爭議聲則更大。許多中國網民紛紛反對中國女星出演日本藝伎。當中的原因，以民族主義情緒作為主要因素，不過另外亦有許多人（與許多不諳東亞文化的人士一樣）錯把賣藝的藝伎當作賣身的妓女，這並不符合事實。在中國古代風花雪月的青樓中，也有一些精通琴棋書畫、知書達理的女子，只會賣藝而不會賣身，以供文人俠客欣賞作樂。與中國相隔一海的日本，東京遊郭正是受到中國藝伎文化影響，而發展出日本自身一套的藝伎文化，而日本藝伎也被日本人視為國寶。
导演马歇尔曾經就電影中邀請中國演員飾演日本藝伎进行解釋，指選用章子怡和巩俐，完全是出於他们的演技和影星魅力非凡，而不是因为他们的中國籍身份。

## 中国禁映
电影原本计划于2006年2月9日，在中国上映。有传闻说“剧情太拖节奏太慢”，所以不会上演。因为“担心电影会引起反日情绪”，中国国家广电总局在2月1日，推翻了在2005年11月批准上映的决定，决定禁播。
该片原定在2005年11月过审，到了2006年1月广电总局迟未发放映证。记者询问电影是否通过审查时，中影公司负责人表示「无可奉告」。1月25日之後，艺妓回忆录确定禁映。电影局宣传处处长毛羽说该片所涉问题「敏感而复杂」。媒体直指被禁原因是章子怡的角色涉及裸露卖身，还有与日本人共浴的场景，而且由中国人扮演日本艺妓在中国完全不能被接受。

## 獎項
| 頒獎典禮           | 獎項         | 結果 |
| ------------------ | ------------ | ---- |
| 第78屆奧斯卡金像獎 | 最佳美術指導 | 獲獎 |
| 第78屆奧斯卡金像獎 | 最佳攝影     | 獲獎 |
| 第78屆奧斯卡金像獎 | 最佳服裝     | 獲獎 |
| 第63屆金球獎       | 最佳原創配樂 | 獲獎 |
| 第63屆金球獎       | 最佳女主角   | 提名 |

## 書籍
| 年份   | 書名           | 作者      | 譯者   | 出版社 | ISBN               |
| ------ | -------------- | --------- | ------ | ------ | ------------------ |
| 2014年 | 《藝伎回憶錄》 | 亞瑟‧高登 | 林妤容 | 高寶   | ISBN 9789863610939 |

## 外部連結
- 互联网电影数据库（IMDb）上《藝伎回憶錄》的资料（英文）
- AllMovie上《藝伎回憶錄》的资料（英文）
- 爛番茄上《藝伎回憶錄》的資料（英文）
- Box Office Mojo上《藝伎回憶錄》的資料（英文）
- Metacritic上《藝伎回憶錄》的資料（英文）
- Yahoo奇摩電影上《藝伎回憶錄》的資料（繁體中文）
- 開眼電影網上《藝伎回憶錄》的資料（繁體中文）
- 时光网上《藝伎回憶錄》的資料（简体中文）
- 豆瓣电影上《藝伎回憶錄》的資料 （简体中文）